# Torquemada
Torquemada is een gemeente in de Spaanse provincie Palencia in de regio Castilië en León met een oppervlakte van 83,63 km². Torquemada telt 1.006 inwoners (1 januari 2016).
Torquemada was de geboorteplaats van Catharina van Habsburg, koningin van Portugal.